# 永丰镇 (太仆寺旗)
永丰镇是中华人民共和国内蒙古自治区锡林郭勒盟太仆寺旗下辖的一个镇。
2012年1月20日，内蒙古自治区人民政府批复同意从宝昌镇划出部分区域，设置永丰镇，辖前房子、后房子、水泉沟、四合庄、头支箭、三道沟、小河套、车道沟、三永、上皮坊、下皮坊、河西、田兴元、五间房、光林山、馒头沟、山岔口、元山、幸福19个村。

## 行政区划
永丰镇下辖以下村级行政区划单位：
幸福村、元山村、后房子村、前房子村、水泉沟村、四合庄村、头支箭村、三道沟村、小河套村、车道沟村、上皮坊村、下皮坊村、河西村、田兴元村、五间房村、光林山村、馒头沟村、山岔口村和三永村。